# 自由からの逃走
『自由からの逃走』（じゆうからのとうそう、英語: Escape from Freedom）は、エーリヒ・フロムによって1941年に著された書籍。および、自由が与えられた大衆の行く末に関する概念のことである。

## 概説
これはナチズムに傾倒していったドイツを考察したことから生み出され、国民は何が原因であのような状況となり、また何に導かれてあのように進んで行ったのかという内容である。ここでこのような状況を生み出すこととなった根源として考えられたのが「自由」である。
当時には自由というものは全ての国民に与えられていたがゆえにあのような状況を生み出すこととなったわけであり、そのことが批判されており社会そのものが自由の意味を履き違えていたということであった。自由というものは本来はそれが与えられることに対しての孤独や責任を受け止めるということが求められるわけであり、その覚悟を持った上で自由を希求して得た者によって構成される社会こそが望ましい社会の形態といえるわけである。
だが当時には孤独や責任を受け止める覚悟を持たずとも全ての人間に対して自由が与えられており、その時に自由が与えられていた大衆というのが自主的に孤独や責任を受け止める覚悟を持とうとすることもなく、自身の幸福を追求することのみの人生を送っていたということから国家そのものがあのような状況へと進んでいったというわけである。また当時の国民は自らが希求して自由を得たということではなく、自由を得るということが義務づけられていたということも自由の意味を本来とは履き違えていたとされている。
本書は自由について書かれており、自由と孤独について書かれているが、自由であることに義務や責任を受け止めるべきたということは書かれてはなく、人間の意識と無意識について、歴史的な出来事などから考察している。自由であるには義務や責任を受け止めるべきだという説とはむしろ逆で、義務や責任は社会的な常識や期待に関わることであるが、自分が考える思考、感じる感情や欲求や意思が、社会的に周りのひとから期待される社会的常識などによる思考や感情や意思や欲求で形成されていて、本当に自分自身に由来するものなのかを問いかけている。無意識的な欲求を否定し抑圧することで起きている心理的そして社会心理学的な現象についても書かれている。自由から逃避するメカニズムとして権威主義的性格、破壊性、機械的画一などが書かれている。
本書は性格の仕組みやメカニズムそして心理的な要因と社会的な要因の交互作用とはなにかどんなかについての広範囲の研究の一部で、主に自由についてがテーマになっている。
社会過程の力学を理解するには、個人の心理的過程の力学を理解することで理解できることをポイントにしている。
社会過程での個人の心理的過程について強調されていて、これはフロイトの発見、人間の心理に無意識の力が作用していて、その無意識的な作用は外界の影響を受けていることの発見に基づいている。

## 自由の分類
自由の概念を、「〇〇からの自由」と、「〇〇への自由」という2種類に分類している。
前者は第一次的絆（たとえば親子関係で言えば子供を親と結び付けている絆、中世で言えば封建制社会など社会的な制度的な絆）からの自由などを意味する。
後者は個人が個人的自我を喪失せず、個人的自我を確立させ、思考や感情や感覚などの表現ができるような状態を意味する。